# Rodís (Pontevedra)
Rodís (oficialmente San Xiao de Rodís) es una parroquia española del municipio de Lalín, perteneciente a la provincia de Pontevedra, en la comunidad autónoma de Galicia.

## Historia
Hacia mediados del siglo XIX, el lugar, ya por entonces perteneciente a Lalín, tenía contabilizada una población de 130 habitantes. Aparece descrito en el decimotercer volumen del Diccionario geográfico-estadístico-histórico de España y sus posesiones de Ultramar de Pascual Madoz con las siguientes palabras:

RODIS (San Julian): felig. en la prov. de Pontevedra (10 leg.), part. jud. y ayunt. de Lalin, de Lugo (10): sit. á la izq. del r. Arnego, con libre ventilacion, y clima sano. Tiene 26 casas en las ald. de Cangas, Rodis de Abajo, y Rodis de Arriba. La igl. parr. (San Julian) se halla servida por un cura de entrada, y de provision en concurso. Confina con dicho r., y las parr. de Palmou al NO; Cello, al O. y Cangas por SE. El terreno es fértil. prod.: trigo, maiz, centeno, castañas, patatas, algunas frutas, y pastos: hay ganado vacuno, lanar y cabrío; y pesca de anguilas y truchas. pobl.: 26 vec.. 130 alm. contr.: con su ayuntamiento (V.).
(Madoz, 1849, p. 542)

En 2022, tenía empadronados ochenta habitantes.